# Kankaisjärvi
Kankaisjärvi är en sjö i kommunen Jockas i landskapet Södra Savolax i Finland. Sjön ligger 95,6 meter över havet. Arean är 99 hektar och strandlinjen är 13,61 kilometer lång. Sjön  ingår i Vuoksens huvudavrinningsområde.   Den ligger omkring 34 kilometer öster om S:t Michel och omkring 240 kilometer nordöst om Helsingfors. 